# Olé
¡Ole! (o más raramente ¡olé!) es una interjección española, que se utiliza coloquialmente para animar, aplaudir, o jalear. Entre los no españoles se identifica tópicamente con la cultura española, y es bastante conocida por su uso en el flamenco y la tauromaquia.
También es empleada en el ámbito deportivo, sobre todo en el fútbol, aunque en algunos sitios como Chile, Perú, Colombia, Paraguay y México se emplea como burla hacia el rival y no como aprobación a los méritos del equipo propio. En Argentina, "olé" es usado como aliento a los equipos de fútbol, mientras que "ole", siendo la primera sílaba la tónica, es usado como burla.

## Etimología
Su origen es incierto.  El etimologista Joan Corominas cree que el origen de ¡ole! es puramente expresivo, como el de ¡hola! y ¡hala!; en su opinión, la variante aguda, olé, es "más propiamente andaluza y flamenca".
Algunos expertos en etimología afirman que puede tener su origen en la exclamación árabe Wa-llâh que significa «¡Por Alá!». Entre ellos el arabista Emilio García Gómez, que afirmaba que, efectivamente, «¡olé!» deriva de la tradicional exclamación musulmana que, sonando como Wa-llâh, significa ‘¡por Dios!’, solo que desfigurada a propósito por los moriscos como ‘Wallé’ para evitar que pudiera parecer invocación religiosa lo que no era sino expresión maquinal de admiración. 
Podría venir del verbo griego ὀλολύζειν (ololizin = desear con grito). Del verbo ὀλολύζειν (ololizin) proviene la palabra ὀλολυγή (ololigi) que es una palabra onomatopéyica y designa el grito ritual, de júbilo de duelo. [cita requerida]

## Uso en el fútbol
Según Ruy Castro, fue introducido en el fútbol en febrero de 1958 durante un partido en México, entre Botafogo de Brasil y River Plate de Argentina. Tras cada regate de algunos jugadores como Garrincha, del Botafogo, la multitud en el estadio se puso a gritar "ole", para destacar la habilidad del jugador al eludir a un adversario como lo hace un torero, como es común en una corrida de toros. En ese partido, el jugador argentino Federico Vairo se hizo conocido por la gran cantidad de regates que le hizo Garrincha.
No parece haber relación entre ole y el cántico oé oé oé con el que se celebra un buen resultado en los campos de fútbol españoles. Esta última expresión podría tener su origen en el euskera hobé que se puede traducir aproximadamente por los mejores.